# Klein Furkahorn
Das Klein Furkahorn ist ein 3026 m ü. M. hoher Berg in den südlichen Urner Alpen. Über seinen Gipfel verläuft die Grenze der Schweizer Kantone Uri und Wallis.

## Geographische Lage
Das Klein Furkahorn erhebt sich direkt nördlich über dem Furkapass. Weiter nach Norden führt der Sidelengrat über die 2958 m ü. M. hohe Sidelengratlücke zum Gross Furkahorn, von dem der Kamm weiter bis zum Galenstock führt. Im Westen verläuft die Zunge des Rhonegletschers.

## Gipfelrouten
Der Normalweg führt über den Südgrat vom Furkapass aus, die Route ist mit EB bewertet. In den Westplatten finden sich mehrere Plaisirklettereien im unteren und mittleren Schwierigkeitsbereich (UIAA III.-VI. Grad). Der Nordgrat (II. Grad) von der Sidelengratlücke gilt als „wenig lohnend“.

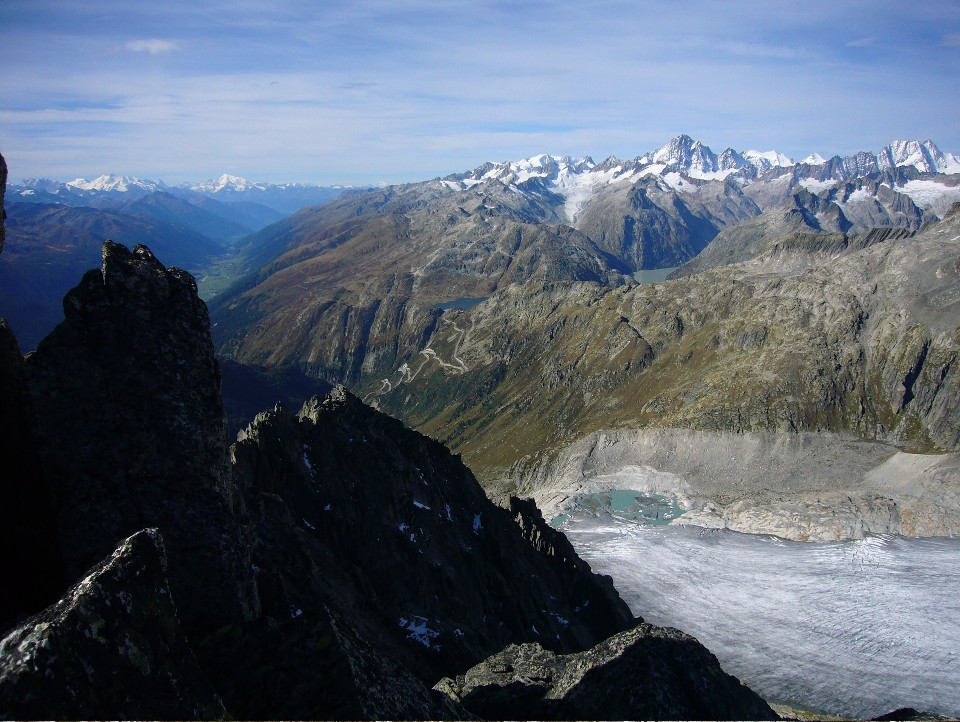
Panorama Klein Furkahorn: Blick nach Westen